# 祥云办事处
祥云办事处，是中华人民共和国河南省郑州市郑州经济技术开发区下辖的一个乡镇级行政单位。

## 行政区划
办事处下辖以下地区：
祥云寺村。